# 徳政禁制
徳政禁制（とくせいきんせい）とは、室町幕府が徳政一揆に対抗するために出した法令の1つ。売買・貸借に伴う契約関係を実力をもって破棄することを禁じたもので、契約関係の破棄を目的とした徳政令とは反対の目的を有する。

## 概要
徳政一揆やそれに伴う徳政令によって、貸主（銭主）である土倉や酒屋の経営が打撃を受け、土倉役・酒屋役収入が滞ることを恐れた室町幕府が貸主保護による土倉役・酒屋役収入の確保を意図して制定した。また、徳政一揆などの実力行動を規制するための治安目的の側面も有した。
1454年（享徳3年）の徳政一揆の際に初めての徳政禁制が出されたが、無条件で契約の維持を図るこの方針では徳政一揆の行動を防止できず、間もなく一定期間内に貸主が契約額の1割にあたる分一銭を室町幕府に納付すれば、いかなる場合でも債務が保護されて売買・貸借関係は最後まで継続された（「分一徳政禁令」）。だが、一揆を恐れて分一銭を納める者がほとんどいなかった。そこで1455年（康正元年）になると一転して同期間内に借主が分一銭を室町幕府に納付すれば債務破棄を認める規定が追加された。つまり、これは裏を返せば、室町幕府に分一銭を納めることで個別的に徳政令を認めるというものであった（「分一徳政令」）。以後、1457年（長禄元年）・1480年（文明12年）に2度徳政禁制が出されるが、いずれも分一徳政令と一体のものであり、室町幕府は分一銭をもって土倉役・酒屋役の補填とするためにその拠出者が債権者・債務者いずれでも構わないという態度を示していたことが知ることができる。